# Biến thể cờ vua

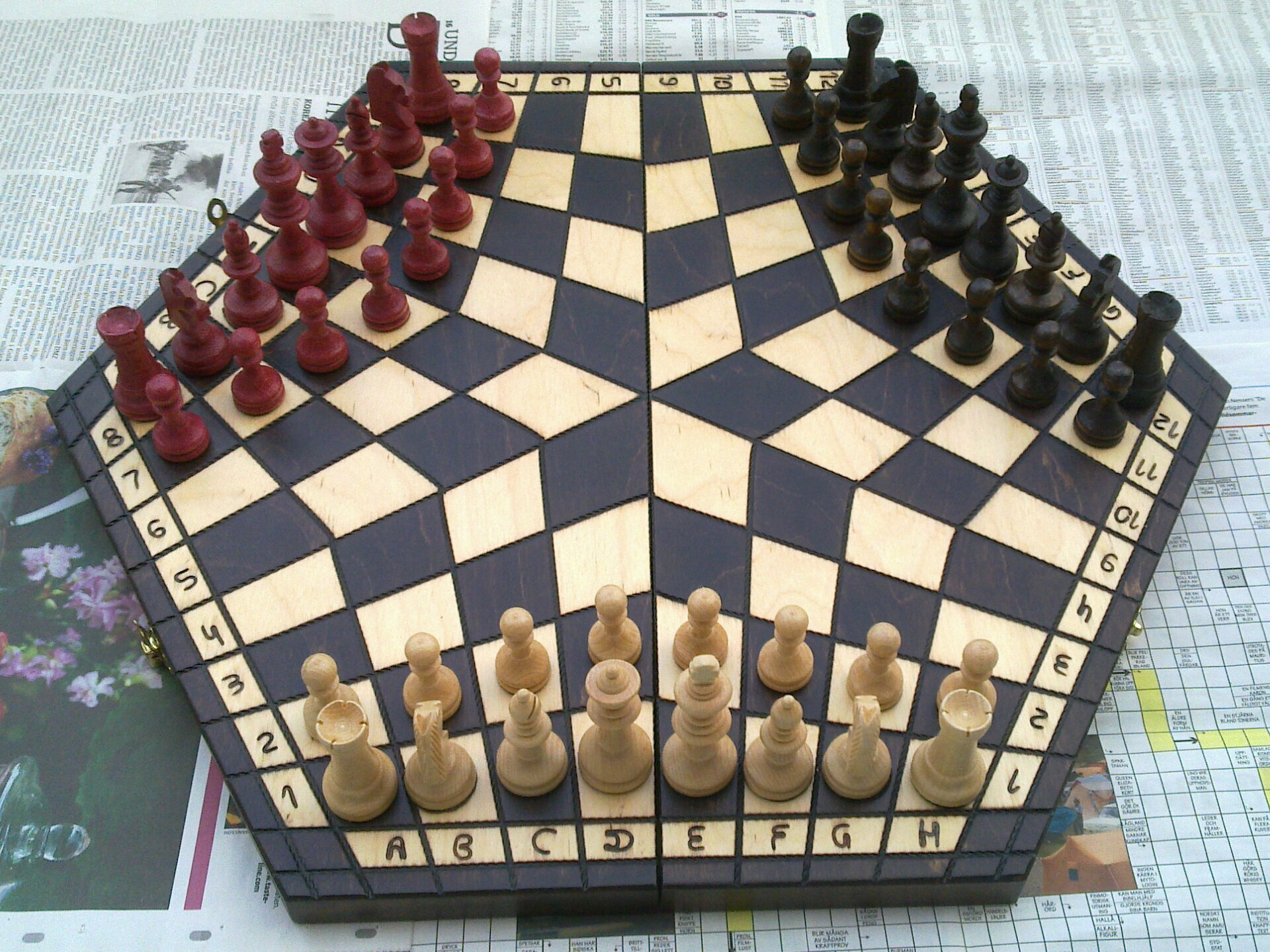
Một biến thể cờ vua ba người chơi sử dụng bàn cờ lục giác

Biến thể cờ vua là một trò chơi "có liên quan đến, bắt nguồn từ hoặc lấy cảm hứng từ cờ vua". Các biến thể này có thể khác với cờ vua thông thường theo nhiều cách khác nhau.
Cờ vua "quốc tế" hay cờ vua "phương Tây" là một trong những họ các trò chơi có nguồn gốc liên quan với nhau và có thể được coi là các biến thể của nhau. Cờ vua phát triển từ chaturanga, các thành viên khác của họ trò chơi này, chẳng hạn như shatranj, cờ Tamerlane, shogi và janggi cũng phát triển từ đó.
Người ta thiết kế nhiều biến thể theo đó sử dụng quân và bàn như cờ vua thông thường. Đa số các biến thể có dạng bản quyền công cộng (miễn phí) tương tự như cờ vua, nhưng một số biến thể chứa bản quyền độc quyền thương mại. Tương tự như trong cờ vua truyền thống, các biến thể cờ vua có thể được chơi trên bàn cờ, bằng thư tín hoặc bằng máy tính. Một số máy chủ cờ vua trên Internet  cho phép người chơi chơi một vài biến thể bên cạnh chế độ cờ vua thông thường.